# Amphoe Mueang Chiang Mai

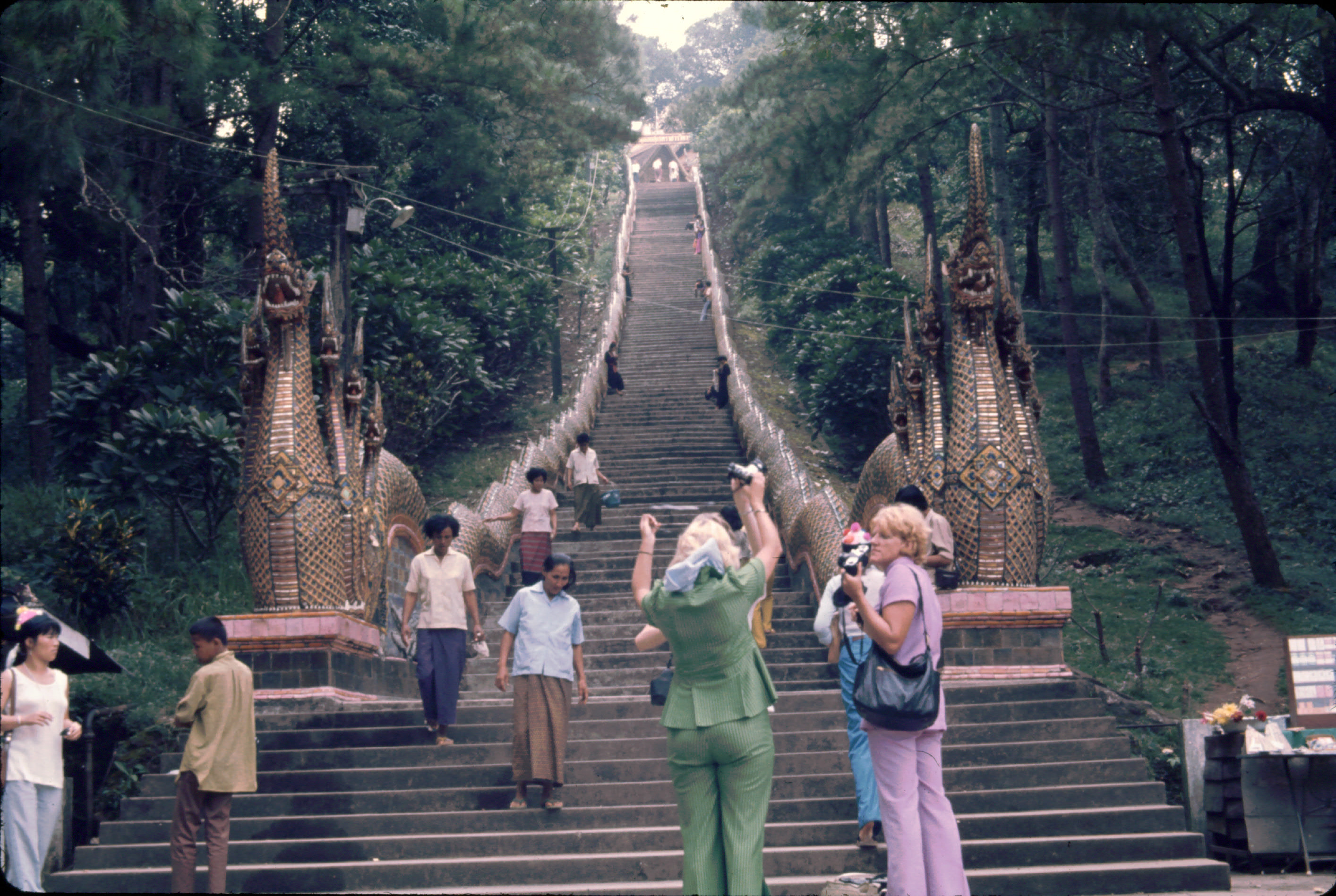
Treppe zu Wat Phra That Doi Suthep, einer wichtigen Pilgerstätte und Sehenswürdigkeit in diesem Bezirk

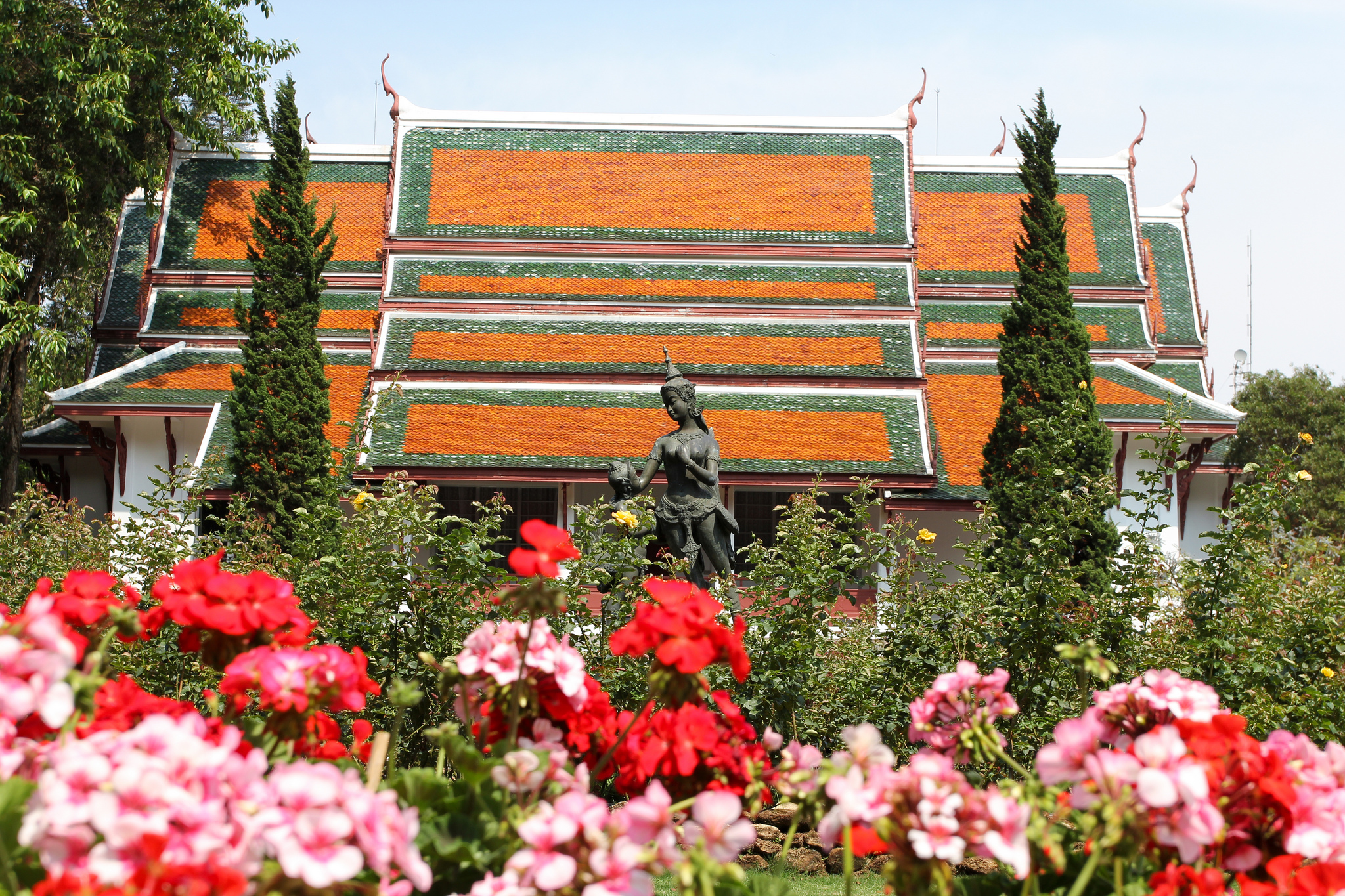
Im Garten des Bhubing-Palasts, der Residenz der Königsfamilie in Nordthailand

Amphoe Mueang Chiang Mai (thailändisch อำเภอ เมืองเชียงใหม่) ist ein Landkreis (Amphoe – Verwaltungs-Distrikt) im zentralen Teil der Provinz Chiang Mai in der Nordregion von Thailand. 

## Geographie
Benachbarte Landkreise (von Norden im Uhrzeigersinn): die Amphoe Mae Rim, San Sai, San Kamphaeng, Saraphi und Hang Dong der Provinz Chiang Mai.
Der größte Fluss in dem Bezirk ist der Mae Nam Ping (Ping-Fluss).

## Geschichte
Das Gebiet von Mueang Chiang Mai war das Zentrum des Königreichs Lan Na.
Die thailändische Regierung gründete den Bezirk Mueang Chiang Mai im Jahr 1899. Die erste Bezirksstelle wurde im Jahr 1929 auf der Westseite der alten Stadthalle von Chiang Mai eröffnet. Im August 1989 wurde eine neue Bezirksstelle eröffnet.

## Ausbildung
Im Amphoe Mueang Chiang Mai befindet sich der Hauptcampus der Universität Chiang Mai sowie die Rajabhat-Universität Chiang Mai.

## Verkehr
In diesem Bezirk befindet sich der internationale Flughafen Chiang Mai.

## Sehenswürdigkeiten
Für Sehenswürdigkeiten in der Stadt Chiang Mai, siehe dort.
- Nationalpark Doi Suthep-Pui
  - Wat Phra That Doi Suthep, eine der wichtigsten Pilgerstätten Nordthailands und ein Wahrzeichen der Provinz Chiang Mai, am Hang des Bergs Doi Suthep, etwa 17 km westlich der Stadt Chiang Mai
  - Bhubing-Palast (RTGS: Phuphing), „Winterresidenz“ und Residenz für Aufenthalte der Königsfamilie in Nordthailand. Bei Abwesenheit der Königsfamilie für Besucher freigegeben; Gärten mit Blumen, die aufgrund des Klimas an anderen Orten Thailands nicht wachsen können; ebenfalls am Berg Doi Suthep, weitere 5 Straßenkilometer oberhalb des Wat Phra That.
  - Dorf der Hmong am Doi Pui. Angehörige des Volks präsentieren hier ihre Handwerkstraditionen und posieren in Festtracht mit Touristen.

## Verwaltung

### Provinzverwaltung
Der Landkreis Mueang Chiang Mai ist in 16 Tambon („Unterbezirke“ oder „Gemeinden“) eingeteilt, die sich weiter in 78 Muban („Dörfer“) unterteilen.
| Nr. | Name           | Thai      | Muban | Einw.  |
| --- | -------------- | --------- | ----- | ------ |
| 01. | Si Phum        | ศรีภูมิ      | 0-    | 15.380 |
| 02. | Phra Sing      | พระสิงห์    | 0-    | 07.605 |
| 03. | Haiya          | หายยา     | 0-    | 13.335 |
| 04. | Chang Moi      | ช้างม่อย    | 0-    | 08.321 |
| 05. | Chang Khlan    | ช้างคลาน   | 0-    | 13.960 |
| 06. | Wat Ket        | วัดเกต     | 0-    | 21.157 |
| 07. | Chang Phueak   | ช้างเผือก   | 05    | 25.761 |
| 08. | Suthep         | สุเทพ      | 15    | 29.817 |
| 09. | Mae Hia        | แม่เหียะ    | 10    | 18.367 |
| 10. | Pa Daet        | ป่าแดด     | 13    | 18.243 |
| 11. | Nong Hoi       | หนองหอย   | 07    | 14.250 |
| 12. | Tha Sala       | ท่าศาลา    | 05    | 11.960 |
| 13. | Nong Pa Khrang | หนองป่าครั่ง | 07    | 08.705 |
| 14. | Fa Ham         | ฟ้าฮ่าม     | 07    | 07.518 |
| 15. | Pa Tan         | ป่าตัน      | 0-    | 10.329 |
| 16. | San Phi Suea   | สันผีเสื้อ    | 09    | 10.446 |

### Lokalverwaltung
Es gibt eine Kommune mit „Großstadt“-Status (Thesaban Nakhon) im Landkreis:
- Chiang Mai (Thai: เทศบาลนครเชียงใหม่) bestehend aus den kompletten Tambon Si Phum, Phra Sing, Haiya, Chang Moi, Chang Khlan, Wat Ket, Pa Tan und den Teilen der Tambon Chang Phueak, Suthep, Pa Daet, Nong Hoi, Tha Sala, Nong Pa Khrang, Fa Ham.

Es gibt eine Kommune mit „Stadt“-Status (Thesaban Mueang) im Landkreis:
- Mae Hia (Thai: เทศบาลเมืองแม่เหียะ) bestehend aus dem kompletten Tambon Mae Hia.

Es gibt acht Kommunen mit „Kleinstadt“-Status (Thesaban Tambon) im Landkreis:
- San Phi Suea (Thai: เทศบาลตำบลสันผีเสื้อ) bestehend aus dem kompletten Tambon San Phi Suea.
- Chang Phueak (Thai: เทศบาลตำบลช้างเผือก) bestehend aus Teilen des Tambon Chang Phueak.
- Nong Pa Khrang (Thai: เทศบาลตำบลหนองป่าครั่ง) bestehend aus Teilen des Tambon Nong Pa Khrang.
- Suthep (Thai: เทศบาลตำบลสุเทพ) bestehend aus Teilen des Tambon Suthep.
- Pa Daet (Thai: เทศบาลตำบลป่าแดด) bestehend aus Teilen des Tambon Pa Daet.
- Tha Sala (Thai: เทศบาลตำบลท่าศาลา) bestehend aus Teilen des Tambon Tha Sala.
- Nong Hoi (Thai: เทศบาลตำบลหนองหอย) bestehend aus Teilen des Tambon Nong Hoi.
- Fa Ham (Thai: เทศบาลตำบลฟ้าฮ่าม) bestehend aus Teilen des Tambon Fa Ham.

Außerdem gibt es eine „Tambon-Verwaltungsorganisationen“ (องค์การบริหารส่วนตำบล – Tambon Administrative Organizations, TAO)
- Chang Phueak (Thai: องค์การบริหารส่วนตำบลช้างเผือก) bestehend aus Teilen des Tambon Chang Phueak.